# Yves La Prairie
Yves Paul Marie Joseph La Prairie, né le 19 mars 1923 à Melun, et mort le 21 août 2015 à Gradignan, est un écrivain français, officier de marine et fondateur du CNEXO (futur Ifremer).

## Biographie
Né d'un père brestois et d'une mère bordelaise, Yves La Prairie a pourtant vu le jour au beau milieu des terres, à Melun, en 1923. Après ses études à Saint-Martin de Pontoise et ses deux baccalauréats obtenus à 14 et 15 ans (plus jeune bachelier de France en 1937), il entre en préparation à l'École navale au lycée naval de Brest. Les épreuves du concours sont interrompues dès juin 1940, à cause de la progression des troupes allemandes.
Juste avant l'arrivée des blindés allemands dans Brest, avec quelques-uns de ses camarades du lycée, Yves La Prairie s'embarque, à 17 ans, dans l'après-midi du 18 juin, à bord d'un vieux cargo charbonnier danois, le Arnold Mærsk, qui au lieu de suivre le dernier convoi faisant route vers l'Angleterre, met soudain cap au sud.
Quand il accoste le 21 à Bayonne, avec l'intention de ravitailler et de poursuivre vers le Maroc, les Allemands débouchent là aussi et immobilisent le cargo. De retour fin juillet en Bretagne, il cherche à repartir, mais en vain. En 1942, à peine reçu enfin à l'École navale de Toulon où il part commencer sa formation de midship, il y assiste impuissant au tragique sabordage de la flotte.
De retour à la vie civile, et tout en passant à Paris un diplôme de science politique, il va participer dans la Résistance, durant huit mois passés au sein du réseau OCM, à diverses missions et opérations. Enfin il réussit à s'évader de France, de nuit, à pied, en traversant les Pyrénées. Emprisonné un mois à la cárcel de Barcelone en Espagne, il gagne d'abord Casablanca où réside provisoirement une modeste école navale de rechange, puis rejoint l'état-major des Forces navales en Grande-Bretagne le 28 août 1944. Il embarque alors sur la frégate la Découverte, sur laquelle il prend part à la dernière année de guerre en Europe, puis à la campagne d'Indochine de 1946-47 et à l'occupation du Japon conduite par le général MacArthur. Rentré en France, il se marie, et va occuper divers postes de 1947 à 1957, notamment comme commandant de la Primevère puis du Vigilant. Entré comme ingénieur au Commissariat à l'énergie atomique (CEA) à Saclay, en mars 1958, il est collaborateur du professeur Yvon, directeur des piles atomiques, et devient, en octobre 1962, conseiller technique au cabinet de Gaston Palewski, ministre d'État chargé de la recherche scientifique et des questions atomiques et spatiales.
Yvon Bourges en 1965, puis Alain Peyrefitte en 1966 vont succéder dans ce ministère. C'est en 1966 que Peyrefitte charge Yves La Prairie de remettre au gouvernement, dirigé alors par Georges Pompidou, un rapport, dans les trois mois, sur l'état de l'océanographie française, et sur l'organisation de coordination à l'échelle nationale qu'il importerait de mettre en place. Ce rapport recueille l'assentiment du général de Gaulle, président de la République.
À l'unanimité de l'Assemblée nationale et du Sénat, la loi créant le nouvel organisme baptisé Centre national pour l'exploitation des océans (CNEXO) est publiée dès le 3 janvier 1967. Peu de semaines après, à 44 ans, Yves La Prairie est nommé directeur général du CNEXO par le gouvernement. Il en devient plus tard président-directeur général. Nommé d'abord pour cinq années, il restera en fait à la tête de cet organisme onze ans puisqu'il ne le quittera qu'en 1978.
C'est en 1984 que le CNEXO prendra une nouvelle appellation : IFREMER. Yves La Prairie prend alors la présidence de l'ASTEO, un groupement professionnel des industriels de la mer, et l'assume de 1979 à 1981. Il occupe ensuite des fonctions de haut conseiller auprès du CEA jusqu'en 1983, date à laquelle il prend sa retraite. Membre depuis 1976 de l'Académie de marine, section : navigation et océanologie, (qu'il préside en 1983-84), il est aussi membre de l'Académie des sciences d'outre-mer depuis 1981, de l'Académie de Bordeaux depuis 1990, de l'Académie européenne depuis 1992. Au même moment, il entamait une très longue collaboration au Télégramme avec deux billets par semaine en page Une du journal sous les titres : « Chronique Océane » et « Billet en coup de vent ».
Président des Amis de la Polynésie française de 1978 à 1982, il a ensuite présidé l'association internationale des Amis de Pierre Loti de 1984 à I998. Il est membre de l'institut Charles-de-Gaulle depuis le jour de sa fondation, membre de la Société des gens de lettres, du PEN club, de la Société des poètes français, et fut membre du comité d'honneur de la Maison internationale des poètes et des écrivains de Saint-Malo, ainsi que de plusieurs associations d'écrivains nationaux et régionaux.
Il est le grand-père de la comédienne Diane Rouxel.

## Décorations
- Officier de la Légion d'honneur
- Officier du Mérite maritime
- Croix du combattant volontaire de la Résistance
- Médaille des évadés
- Médaille coloniale, agrafe Extrême-Orient

## Œuvres
- Promesses de l'atome, essai en collaboration avec Jean Le Chatelier, Fayard, 1963
- Le nouvel homme et la mer, entretiens avec Maurice Bruzec, Mengès, 1977  grand prix de la mer
- Comme la vague offerte, roman, Gallimard, 1980  prix Valentine-de-Wolmar de l'Académie française prix des Trois Couronnes
- La mer et ses poètes, anthologie, Le Cherche midi, 1982
- Les margelles du temps, recueil de poèmes, Saint-Germain-des-Prés, 1983  prix Corail
- Une plume à la mer, chronique océane, Alréa, 1984
- Les solitudes habitées, recueil de poèmes, Saint-Germain-des-Prés, 1986  prix Jean-Bouscatel de l'Académie française en 1987grand prix Maison de Poésie de Paris
- Un océan dans l'encrier, chronique océane, Hérault, 1988
- Les cent un propos d'un gardien de phare, aphorismes, Le Cherche midi, 1988  prix Breizh 1989
- De l'eau salée entre les lignes, chronique océane, Hérault
- Ce siècle avait de Gaulle, mémoire, Ouest-France, 1990
- Les deux cent deux propos d'un irrévérencieux, aphorismes, Le Cherche midi, 1990
- Les plus beaux poèmes sur la mer, anthologie, Le Cherche midi, 1993
- Henri Queffélec, biographie, Glénat, 1994  prix des écrivains de l'Ouest
- Le vrai visage de Pierre Loti, biographie, L'Ancre de Marine, 1995
- Des lambeaux d'éternité, recueil de poèmes, Arcam  grand prix Société des poètes français 1998
- Le secret de Pern, nouvelles et contes, Hérault, 1999  prix Alphonse-Daudet

En collaboration, à plusieurs auteurs :
- Maurice Duprey, éditions Vinci
- Vue sur mer, éditions Joca Seria, avec Radio France
- Jardins du littoral, éditions Actes Sud
- Sillage d'encre, édité par le Service historique de la Marine
- Nos marins, éditions des Équateurs